# Alseodaphne yunnanensis
Alseodaphne yunnanensis Kosterm. – gatunek rośliny z rodziny wawrzynowatych (Lauraceae Juss.). Występuje naturalnie w południowych Chinach – w południowo-wschodniej części Junnanu.

## Morfologia
PokrójZimozielone drzewo dorastające do 6–10 m wysokości.
LiścieZebrane na końcach gałęzi. Mają podłużny kształt. Mierzą 11–19 cm długości oraz 5–6 cm szerokości. Nasada liścia jest klinowa. Blaszka liściowa jest o wierzchołku od ostrego do spiczastego.
KwiatySą niepozorne, zebrane po kilka w proste lub nieco rozgałęzione wiechy, rozwijają się w kątach pędów. Kwiatostan osiąga 2–4 cm długości, natomiast pojedyncze kwiaty mierzą 2–2,5 mm średnicy i są owłosione od wewnętrznej strony. Zewnętrzne listki okwiatu są mniejsze niż wewnętrzne.
OwoceMają podłużny kształt, osiągają 5– cm długości i 2,8– cm szerokości, mają zielony kolor, później przebarwiając się na czarnopurpurowo. Szypułki są mięsiste, mają czerwonopurpurową barwę, dorastają do 10 mm długości, rozszerzają się przy wierzchołku.

## Biologia i ekologia
Rośnie na terenach skalistych. Kwitnie w kwietniu.